# Albatros L 65
L'Albatros L 65 era un ricognitore e caccia sesquiplano realizzato dalla tedesca Albatros Flugzeugwerke GmbH negli anni venti e costruito su licenza in Lituania dalla Allgemeine Flug-Gesellschaft Memel.

## Sviluppo
Tra le conseguenze della sconfitta dell'Impero tedesco nella prima guerra mondiale ci furono le pesanti ripercussioni su tutta l'industria aeronautica tedesca imposte dalle clausole del Trattato di Versailles. Per riuscire ad arginare le restrizioni imposte dalle clausole di resa, le aziende tedesche si videro costrette a realizzare i propri velivoli fuori dal territorio nazionale. Per questo motivo l'Albatros scelse di collaborare con la Lituania costruendovi una propria fabbrica per la produzione di aerei, la Allgemeine Flug-Gesellschaft Memel.
Il primo prototipo dell'Albatros L 65 fu costruito nella fabbrica lituana nel 1925, noto anche con la denominazione Memel A.F.G.1.
Di aspetto convenzionale, era dotato di una fusoliera con abitacoli separati aperti costruita in legno e rivestita con pannelli di compensato. L'abitacolo posteriore era dotato di una mitragliatrice brandeggiabile di difesa. Le ali avevano una configurazione sesquiplana leggermente disassate, con quella inferiore spostata verso coda, e collegate da un singolo montante per parte. Il carrello d'atterraggio era fisso con un pattino d'appoggio montato posteriormente.
Furono realizzati solamente due prototipi. Il primo era dotato del motore a W britannico Napier Lion I da 455 CV (335 kW), sostituito nel secondo prototipo del 1926 dal più potente Napier Lion XI da 568 CV (418 kW). Quest'ultimo prototipo venne valutato da una commissione del Reichswehr ma non venne più avviato alla produzione.